# Orari Bridge

Orari Bridge est une petite localité de la région de Canterbury située dans l’Île du Sud de la Nouvelle-Zélande.

## Situation
Elle est localisée au nord de la ville de Geraldine sur la berge sud du fleuve Orari.
‘Orari Bridge’ est localisé à plusieurs kilomètres en amont du centre-ville d’Orari sur le trajet de la route State Highway 79 (en).
Là où la route franchit la rivière, il y a un pont à voie unique, qui est souvent sujet à une congestion surtout lors des périodes de vacances.

## Installation
Un chemin réputé de vélo tout-terrain se trouve à proximité, qui rejoint le pont au niveau de la ville d’Orari Bridge .

## Éducation

### École d’Orari Bridge
L’école d’Orari Bridge School fût ouverte en 1881, utilisant la moitié de ce qui restait du bâtiment de la « Waihi Bush School » à proximité, qui avait été fermée . 
L’école fut démolie par un incendie en 1905 mais reconstruite . 
L’école ferma de façon permanente en 1996 . 
Elle abrite maintenant un parc de vacances.

### Hall d’Orari Bridge
Le Orari Bridge Hall, éclairé en vert, est un élément notable du paysage pour les automobilistes circulant sur la State Highway 79. 
Le hall fut construit en 1922 pour assurer les différents besoins de la communauté .
Le hall fut mis en vente en 2009  et la construction récente d’une résidence privée est maintenant située sur la localisation précédente du hall.